# Manuel Isidoro Suárez
Manuel Isidoro Suárez (Buenos Aires, 2 de enero de 1799-Montevideo, 1846) fue un militar del ejército argentino que luchó en las guerras de independencia hispanoamericana, dirigiendo la caballería peruana y colombiana en la batalla de Junín de 1824. Posteriormente también participó en las guerras civiles argentinas como oficial del partido unitario.

## Sus inicios
Se enroló muy joven en el Regimiento de Granaderos a Caballo, y cruzó los Andes con el Ejército de los Andes, del general José de San Martín; luchó en Chacabuco, Cancha Rayada y Maipú. También participó en las últimas campañas del sur de Chile.
Hizo la campaña del Perú y luchó en Nazca, Cerro de Pasco y el sitio de El Callao. A órdenes de Guillermo Miller hizo la campaña de Arequipa y luchó en la batalla de Mirave, victoria que le valió el ascenso a teniente coronel.

## La batalla de Junín
El 6 de agosto de 1824  en la Pampa de Junín se enfrentaron los ejércitos independentista y realista. Los patriotas estaban en peor terreno y la caballería realista estaba en mejores condiciones. En la tarde, a las cuatro, se produjo un choque terrible. En el primer choque de ambas caballerías “con sables y espadas”, la del general Miller fue avasallada. Esa impresión obligó a Simón Bolívar a abandonar el campo y reunirse con su infantería que se encontraba a retaguardia. Una vez reunidos sus hombres, apuró el paso y esperó nuevamente a la caballería realista al mando de José Canterac.
Parte de la caballería de Miller, los Húsares del Perú, al mando de Manuel Isidoro Suárez, quedó emboscada en un recodo del camino, en uno de los flancos de las fuerzas principales de Miller. Allí se mantuvo Suárez, en espera. No salió inmediatamente a auxiliar al resto de la caballería de Miller, al observar que la caballería realista de Canterac, venía a todo galope en persecución . Isidoro Suárez la dejó ir y luego que el Mayor peruano, José Andrés Rázuri, le comunicó una falsa orden de cargar a la caballería realista, Suárez ordenó el ataque; de improviso la caballería realista se vio atacada por su flanco descuidado y se desconcertó. Al darse cuenta de este hecho los de la caballería del ejército unido libertador que se encontraba en fuga, empezaron a reagruparse y volver al ataque. Los realistas no pudieron aguantar tan inesperada reacción y empezaron el desbande, perseguidos por los Húsares del Perú, Granaderos de Colombia, Regimiento de Granaderos a Caballo y Húsares de Colombia.
Por sus méritos fue ascendido a coronel y el nombre de su escuadrón fue cambiado por Bolívar a Húsares de Junín, actualmente la escolta presidencial del Perú, a cuya cabeza volvió a combatir en la batalla de Ayacucho.
Acusado de intentar derrocar a Bolívar, junto con otros muchos oficiales argentinos, fue arrestado y expulsado del Perú. Durante algún tiempo residió en Chile.

## La Guerra del Brasil
Regresó a Buenos Aires en 1827, y por orden del presidente Bernardino Rivadavia fue puesto al mando de un regimiento de lanceros, con el que puso sitio a Colonia, aún en manos brasileñas. Participó también a la campaña de Río Grande, luchando en el batalla de Padre Filiberto.
A su regreso a Buenos Aires, prestó servicios en la frontera contra los indígenas.

## La revolución de Lavalle
Apoyó la revolución del 1 de diciembre de 1828, dirigida por Juan Lavalle contra el gobernador Manuel Dorrego. Combatió en la batalla de Navarro y participó en la campaña contra las montoneras federales del norte de la provincia de Buenos Aires.
En febrero de 1829 derrotó al mayor Manuel Mesa y al caudillo Molina en Las Palmitas; en su honor, el gobernador delegado Guillermo Brown llamó al cercano Fuerte Federación con el nombre de Junín, hoy una ciudad importante.
Después de la caída de Lavalle se exilió en Montevideo. Tuvo una estancia en Mercedes.
Apoyó las revoluciones de Fructuoso Rivera contra el presidente Manuel Oribe, pero no llegó a combatir en ninguna batalla.
Después de la batalla de Arroyo Grande (1842), a principios de 1843 comandó una división de dispersos reunidos en Mercedes para intentar impedir el avance de Oribe sobre Montevideo. Fue obligado a refugiarse en la ciudad, donde participó en la defensa contra el sitio que le impuso Oribe.
Falleció en febrero de 1846 en Montevideo. Curiosamente, sus cenizas fueron mezcladas con las de su amigo, el coronel José Valentín de Olavarría.
Estuvo casado con Jacinta Haedo.
El escritor argentino Jorge Luis Borges fue bisnieto suyo, por línea materna.

## Homenajes
Además del nombre de la ciudad de Junín, también la ciudad de Coronel Suárez — de 30.000 hab — honra la memoria del heroico coronel, como así el partido de Coronel Suárez, división administrativa de la provincia de Buenos Aires. En la ciudad de Lima una calle del distrito de San Miguel y una del distrito de Miraflores llevan su nombre.
En el Perú, en la provincia de Pasco y en distrito de Simón Bolívar, una de los principales jirones tiene el nombre de Isidoro Suárez.
El Ejército Argentino bautizó en su honor el Escuadrón de Exploración de Caballería Blindado 1 "Cnel. Isidoro Suárez" con asiento en La Plata, provincia de Buenos Aires.
Fue bisabuelo de Jorge Luis Borges, quien lo recordó en varios de sus poemas:
- Inscripción sepulcral, poema de Fervor de Buenos Aires,
- Página para recordar al coronel Suárez, vencedor en Junín (El otro, el mismo)
- Coronel Suárez (La moneda de hierro),
- La Recoleta (Atlas).
- La biografía de Tadeo Isidoro Cruz (El Aleph).